# رافاييل ليمون
رافاييل ليمون (بالإسبانية: Rafael Limón)‏ مواليد 13 يناير 1954 في ولاية تلاكسكالا، هو ملاكم مكسيكي يصنف ضمن فئة وزن الريشة. حقق بطولة المجلس العالمي للملاكمة.

## إحصائيات
خاض خلال مسيرته 77 نزالا، فاز في 52 وتعادل في 2 وخسر في 23. فاز بالضربة القاضية في 39 نزالا.

## روابط خارجية
- رافاييل ليمون على موقع بوكس ريك (الإنجليزية) (registration required)